# Lista de vulcões do Djibuti
Esta é uma lista de vulcões ativos e extintos no Djibuti.
| Nome      | Elevação | Elevação | Localização          | Última erupção |
| Nome      | metros   | pés      | Coordenadas          | Última erupção |
| Ardoukoba | 298      | 978      | 11° 35′ N, 42° 28′ L | 1978           |
| Boina     | 300      | 984      | 11° 15′ N, 41° 50′ L | Pleistoceno    |
| Garbes    | 1000     | 3281     | 11° 25′ N, 42° 12′ L | Pleistoceno    |
| Tiho      | 500      | 1640     | 11° 32′ N, 42° 03′ L | Incerto        |